# Road Town
Road Town este capitala Insulelor Virgine, un teritoriu aparținând Regatului Unit, cu o populație de circa 9.500 loc.